# Herbert Haultain
Herbert Edward Terrick Haultain (ur. 9 sierpnia 1869 w Brighton, zm. 19 września 1961 w Toronto) – kanadyjski inżynier i wynalazca. 
W 1889 ukończył inżynierię budownictwa na University of Toronto. Inicjator Calling of an Engineer (Rytuału powołania inżyniera), w zamyśle podkreślającego rangę i odpowiedzialność zawodową inżynierów. W 1994, pośmiertnie, został upamiętniony w Canadian Mining Hall of Fame. 
W latach 20. XX wieku wspólnie z Robertem A. Brycem, właścicielem kopalni Macassa, a zarazem znanym inżynierem górnictwa, utworzył Technical Service Council. Zadaniem organizacji było zachęcanie do pozostania w Kanadzie młodych inżynierów, którzy w tamtym okresie bardzo często emigrowali do USA.